# ウーゴ・ペレス
ウーゴ・レオナルド・ペレス（スペイン語: Hugo Leonardo Pérez、1968年10月6日 - ）は、アルゼンチンの元サッカー選手。元アルゼンチン代表。ポジションはMF。

## クラブ経歴
ブエノスアイレス州アベジャネーダに生まれ、地元の強豪ラシン・クラブで選手となった。1991年にフェロカリル・オエステに移籍し、翌1992年にはアベジャネーダのもう一つの強豪クラブであるCAインデペンディエンテに移籍した。
1994年にはリーガ・エスパニョーラのプリメーラ・ディビシオンのスポルティング・デ・ヒホンに移籍した。
1997年にエストゥディアンテス・デ・ラ・プラタに移籍しプリメーラ・ディビシオン・デ・アルヘンティーナに復帰、翌年選手を引退した。

## 代表経歴
ソウルオリンピックにアルゼンチン代表としてメンバー入りした他、1994 FIFAワールドカップの際にもメンバー入りを果たした。

## 代表歴

### 出場大会
- アルゼンチン代表
  - 1994 FIFAワールドカップ (ベスト16)

### 試合数
- 国際Aマッチ 13試合 1得点（1993年-1995年）[2]

| アルゼンチン代表 | 国際Aマッチ | 国際Aマッチ |
| 年               | 出場        | 得点        |
| ---------------- | ----------- | ----------- |
| 1993             | 3           | 0           |
| 1994             | 4           | 1           |
| 1995             | 6           | 0           |
| 通算             | 13          | 1           |